# Stefan Nystrand
Stefan Ernst Nystrand (Haninge, 20 oktober 1981) is een Zweedse zwemmer. Hij vertegenwoordigde zijn vaderland op de Olympische Zomerspelen 2000, 2004 en 2008.

## Zwemcarrière
Bij zijn internationale debuut, op het EK zwemmen 1999 in Istanboel, Turkije, strandde Nystrand in de series van de 50 meter vrije slag. Op het EK kortebaan 1999 in Lissabon, Portugal eindigde de Zweed als vierde op de 50 meter vrije slag en werd hij uitgeschakeld in de halve finales van de 100 meter vrije slag. Op de 4x50 meter vrije slag veroverde hij samen met Claes Andersson, Lars Frölander en Daniel Carlsson de Europese titel. Op de 4x50 meter wisselslag werd hij Europees kampioen, zijn ploeggenoten waren Daniel Carlsson, Patrik Isaksson en Lars Frölander.

### 2000
Op het WK kortebaan 2000 in Athene, Griekenland legde Nystrand beslag op de zilveren medaille op de 100 meter vrije slag en de bronzen medaille op de 50 meter vrije slag. Op de 4x100 meter vrije slag veroverde hij samen met Johan Nyström, Lars Frölander en Mattias Ohlin de wereldtitel. In de Finse hoofdstad Helsinki nam de Zweed deel aan het EK zwemmen 2000, op de 50 meter vrije slag eindigde hij als zesde en werd hij uitgeschakeld in de series van de 100 meter vrije slag. Op de 4x100 meter wisselslag sleepte hij samen met Mattias Ohlin, Martin Gustafsson en Lars Frölander de zilveren medaille in de wacht. Tijdens de Olympische Zomerspelen van 2000 in Sydney, Australië strandde Nystrand in de halve finales van de 50 meter vrije slag en in de series van de 100 meter vrije slag. Op de 4x100 meter vrije slag eindigde hij samen met Lars Frölander, Mattias Ohlin en Johan Nyström op de zesde plaats. Op het EK kortebaan 2000 in Valencia, Spanje veroverde de Zweed de Europese titel op zowel de 50 als de 100 meter vrije slag. Met zijn ploeggenoten Joakim Dahl, Lars Frölander en Claes Andersson sleepte hij de gouden medaille in de wacht op de 4x50 meter vrije slag.

### 2001-2002
Op het WK zwemmen 2001 in Fukuoka, Japan eindigde Nystrand als zevende op de 50 meter vrije slag, op de 100 meter vrije slag werd hij uitgeschakeld in de halve finales. Samen met Mattias Ohlin, Lars Frölander en Eric la Fleur bereikte hij de vierde plaats op de 4x100 meter vrije slag. Tijdens het EK kortebaan 2001 in Antwerpen wist de Zweed met succes zijn Europese titels op de 50 en 100 meter vrije slag te verdedigen. Op de 4x50 meter vrije slag sleepte hij samen met Erik Dorch, Lars Frölander en Jonas Tilly de bronzen medaille in de wacht. Met Jens Pettersson, Patrik Isaksson en Lars Frölander eindigde hij als derde op de 4x50 meter wisselslag. Op het WK kortebaan 2002 in Moskou, Rusland eindigde Nystrand als vierde op de 100 meter vrije slag en als achtste op de 50 meter vrije slag. Op de 4x100 meter vrije slag veroverde hij samen met Eric la Fleur, Lars Frölander en Mattias Ohlin de zilveren medaille. Op de 4x100 meter wisselslag eindigde hij als vijfde samen met Ohlin, Frölander en Martin Gustafsson. In de Duitse hoofdstad Berlijn nam de Zweed deel aan het EK zwemmen 2002, op dit toernooi eindigde hij als zesde op de 50 meter vrije slag en werd hij uitgeschakeld in de halve finales van de 100 meter vrije slag. Samen met Eric la Fleur, Lars Frölander en Mattias Ohlin sleepte hij de zilveren medaille medaille in de wacht op de 4x100 meter vrije slag. Op de 4x100 meter wisselslag eindigde hij als zesde, samen met Jens Pettersson, Martin Gustafsson en Lars Frölander. Op het EK kortebaan 2002 in Riesa, Duitsland werd Nystrand voor de derde keer op rij Europees kampioen op de 50 meter vrije slag, op de 100 meter vrije slag eindigde hij als vierde. Op de 4x50 meter wisselslag eindigde hij samen met Jens Pettersson, Patrik Isaksson en Erik Dorch als vierde, samen met Marcus Pihl, Per Nylin en Jonas Tilly eindigde hij als vijfde op de 4x50 meter vrije slag.

### 2003-2004
Op het WK zwemmen 2003 in Barcelona, Spanje strandde Nystrand in de series van de 50 en de 100 meter vrije slag. In Dublin, Ierland nam de Zweed deel aan het EK kortebaan 2003, op dit toernooi eindigde hij als vierde op de 50 meter vrije slag en als zesde op de 50 meter schoolslag. Samen met Jens Pettersson, Martin Gustafsson en Björn Lundin veroverde hij de zilveren medaille op de 4x50 meter wisselslag, op de 4x50 meter vrije slag eindigde hij samen met David Nordenlilja, Marcus Pihl en Erik Dorch als vierde. Op het EK zwemmen 2004 in Madrid, Spanje veroverde Nystrand de zilveren medaille op de 50 meter vrije slag en strandde hij in de halve finales van de 50 meter schoolslag, op de 4x100 meter vrije slag eindigde hij samen met Erik Andersson, Mattias Ohlin en Petter Stymne als vierde. Tijdens de Olympische Zomerspelen van 2004 in Athene, Griekenland eindigde de Zweed als vierde op de 50 meter vrije slag en werd hij uitgeschakeld in de series van de 100 meter vrije slag. Op het WK kortebaan 2004 in Indianapolis, Verenigde Staten legde Nystrand beslag op de zilveren medaille op de 50 meter vrije slag en de bronzen medaille op de 50 meter schoolslag, op de 4x100 meter vrije slag eindigde hij samen met Marcus Pihl, Petter Stymne en Jesper Levander als vierde.

### 2005-2006
Tijdens het WK zwemmen 2005 in Montreal, Canada strandde Nystrand in de halve finales van zowel de 50 als de 100 meter vrije slag, samen met Jonas Persson, Lars Frölander en Petter Stymne eindigde hij als vijfde op de 4x100 meter vrije slag. Op het EK kortebaan 2005 in Triëst, Italië werd hij gediskwalificeerd in de halve finales van de 50 meter vrije slag en werd hij uitgeschakeld in de series van de 50 meter schoolslag. Op de 4x50 meter vrije slag eindigde hij samen met Marcus Pihl, Erik Dorch en Lars Frölander als vierde, samen met Pontus Renholm, Lars Frölander en Marcus Pihl bereikte hij de vijfde plaats op de 4x50 meter wisselslag. In Shanghai, China nam Nystrand deel aan het WK kortebaan 2006, op dit toernooi veroverde hij de bronzen medaille op de 100 meter wisselslag en eindigde hij als vijfde op de 50 meter vrije slag. Op de 4x100 meter vrije slag sleepte hij samen met Marcus Pihl, Lars Frölander en Jonas Tilly de zilveren medaille in de wacht. Tijdens het EK zwemmen 2006 in Boedapest, Hongarije veroverde de Zweed de zilveren medaille op de 100 meter vrije slag en eindigde hij als vijfde op de 50 meter vrije slag. Met zijn ploeggenoten Christoffer Vikström, Jonas Persson en Lars Frölander eindigde hij als vierde op de 4x100 meter vrije slag. Op het EK kortebaan 2006 in Helsinki, Finland sleepte hij de zilveren medaille in de wacht op de 100 meter vrije slag en strandde hij in de halve finales van de 50 meter vrije slag. Samen met Petter Stymne, Marcus Pihl en Jonas Tilly veroverde hij de Europese titel op de 4x50 meter vrije slag.

### 2007-2008
Op het WK zwemmen 2007 in Melbourne, Australië sleepte Nystrand de bronzen medaille in de wacht op de 50 meter vrije slag, op de 100 meter vrije slag werd hij uitgeschakeld in de halve finales. Op de 4x100 meter vrije slag eindigde hij samen met Petter Stymne, Lars Frölander en Christoffer Vikström als zesde. Tijdens het EK kortebaan 2007 in Debrecen, Hongarije veroverde de Zweed de Europese titel op de 50 meter vrije slag en de zilveren medaille op de 100 meter vrije slag, op de 4x50 meter vrije slag sleepte hij samen met Petter Stymne, Marcus Pihl en Per Nylin de gouden medaille in de wacht. In Eindhoven nam Nystrand deel aan het EK zwemmen 2008, op dit toernooi legde hij beslag op de zilveren medaille op de 100 meter vrije slag en de bronzen medaille op de 50 meter vrije slag. Samen met Marcus Pihl, Petter Stymne en Jonas Persson veroverde hij de Europese titel op de 4x100 meter vrije slag en op de 4x100 meter wisselslag eindigde hij als derde, zijn ploeggenoten waren, Simon Sjödin, Jonas Andersson en Lars Frölander. Op het WK kortebaan 2008 in Manchester, Groot-Brittannië sleepte hij samen met Petter Stymne, Lars Frölander en Marcus Pihl de bronzen medaille in de wacht op de 4x100 meter vrije slag. Tijdens de Olympische Zomerspelen van 2008 in Peking, China eindigde Nystrand als achtste op zowel de 50 als de 100 meter vrije slag, op de 4x100 meter vrije slag bereikte hij samen met Petter Stymne, Lars Frölander en Jonas Persson de vijfde plaats.